# Carebara mayri
Carebara mayri é uma espécie de inseto do gênero Carebara, pertencente à família Formicidae.